# Orvieto
Orvieto je mesto in občina z okoli 20.000 prebivalci v pokrajini Terni v jugozahodni Umbriji v Italiji. Leži na ravnem vrhu visokega hriba iz vulkanskega tufa. Razgled z mesta je med najbolj veličasnimi, saj se dviga nad skoraj vertikalnimi stenami iz tufa, ki so zaključene z obzidjem, zgrajenem iz istega kamna.

## Zgodovina

### Etruščansko obdobje
Starodavno mesto (Urbs Vetus v latinščini) je bilo naseljeno že etruščanskih časih. Orvieto je bil zagotovo velik center etruščanske civilizacije. V arheološkem muzeju (Museo Claudio Faina e Museo Civico) hranijo nekaj etruščanskih artefaktov, ki so bili najdeni v neposredni soseščini. Zanimiv je napis na grobnici v Orvietu oziroma nekropoli Cannicella, ki kaže na zapletenost etničnih odnosov v antični Italiji in kako so bili ti odnosi lahko dobri: mi aviles katacinas »Jaz sem iz Avile Katacina«, z etruščansko - latinskim imenom (Aulus) in družinskim imenom, najbrž keltskega izvora (Catacos).

### Rimsko in post rimsko obdobje
Orvieto je padel pod Rim v tretjem stoletju pred našim štetjem. Po propadu rimskega imperija je obramba mesta dobila nov pomen. V mesto je bil prenesen škofijski sedež iz Bolsene. V mestu se je bilo izmenjavala oblast Ostrogotov in Langobardov, preden je v desetem stoletju postal samostojna občina, v katerem so konzuli urejali zadeve v skladu s fevdalno prisego zvestobe škofu. Odnos Orvieta do papeža je bil slab. V desetem stoletju je papež Benedikt VII obiskal mesto Orvieto z nečakom, Filippom Albericijem, ki se je kasneje v mestu ustalil in v letu 1016 postal konzul mestne države.

### Srednji vek
Orvieto, ki stoji na hribu iz neprepustne kamnine in nadzoruje ceste med Firencami in Rimom, je bilo v srednjem veku veliko mesto. Ob koncu 13. stoletja v mestu živelo kakšnih 30.000 prebivalcev. Njegove občinske institucije so priznale papeževo oblast od leta 1157 dalje. Od leta 1201 Orvieto upravlja načelnik, ki je bil pogosto tudi neškof, vendar je deloval usklajeno z vojaškim guvernerjem. V 13. stoletju je bilo mesto razdeljeno, njegovo bogastvo pa se je pogosto znašlo v konfliktu s papežem, tudi pod sodno prepovedjo. Papež Urban IV. je ostal v Orvietu med letoma 1262-1264.
Pomembne družine povezane z zgodovino Orvieta so: Monaldeschi, Filippeschi, Alberici in Gualterio, od katerih so le Alberici in Gualterio preživeli do današnjih dni.
V srednjem veku je bilo mesto eno najpomembnejših kulturnih središč, saj se je na tedanji univerzi učil Tomaž Akvinski. Majhna univerza (zdaj del univerze v Perugii), je imela svoj izvor v studium generale, ki jo je v letu 1736 financiral papež Gregor XI. Leta 1265 je papež Akvinskega pozval k Rim, da bi služil kot papeški teolog novoizvoljenemu papežu Klemenu IV., in kot regent v Santa Sabina studium provinciale, predhodnici Papeške univerze svetega Tomaža Akvinskega, Angelicum.

### Papeška pravilo
Ozemlje Orvieta je bilo dolgo pod nadzorom papeža, preden je bilo uradno dodano k papeški državi. Ostalo je papeška posest do leta 1860, ko je bilo vključeno v enotno Italijo.

## Glavne znamenitosti

### Stolnica
15. novembra 1290, je papež Nikolaj IV. položil temeljni kamen za sedanjo stavbo in jo posvetil Marijinemu vnebovzetju, prazniku, kateremu je mesto z dolgo zgodovino posebej predano. Cerkev je črtasta iz belega lehnjaka in zeleno - črnega bazalta, podobno kot stolnica v Sieni in druge osrednje italijanske stolnice tistega časa.
Načrtovanje pogosto pripisujejo Arnolfu di Cambio, vendar danes prevladuje mnenje, da je mojster zidar neznan menih imenovan Fra' Bevignate iz Perugie. Prvi pisni dokument o graditeljih je iz leta 1308, ko je rekonstrukcijo prevzel Lorenzo Maitani. V naslednjem desetletju so oblasti pozvale arhitekta in kiparja Lorenzo Maitanija iz Siene da nadaljuje z gradnjo in oblikuje fasado. Razširil je kor in zasnoval prečno ladjo z dvema kapelama (okoli leta 1308-1330). Prostori so bili zaključeni dolgo po njegovi smrti. Delo sta nadaljevala Andrea Pisano (1347-1348) in Andrea si Cione (1358-1359). V kasnejših letih so pri izgradnji in krašenju sodelovali še: Antonio Federigni (1451-1455), Michele Sanmisheli da Verona (1514-1521), Simone Mosca (1549-1551), Francesco Mosca (1552-1558), Raffaello da Montelupo (1555-1566) in kiparja iz Orvieta Ipolito Scalza (1567-1617) in Francesco Scalza (1619). 
Gotska fasada, ki je bila končana v začetku 17. stoletja, je še posebej presenetljiva, saj vključuje nekaj izjemnih skulptur Lorenza Maitanija (14. stoletje). Vsi dekorativni elementi so vključeni me štiri velikanske stebre, ki se v štirih stopnjah dvigajo pod nebo. Na fasadi so spodaj izjemni bas reliefi iz 13.-14. stoletja, nad njimi bronaste skulpture evangelistov iz 14. stoletja, iz istega časa je tudi okno v obliki rozete okoli katerega so nanizani kipi apostolov, na fasadi pa so tudi sijajni mozaiki, ki predstavljajo življenje Kristusa in Marije in so bili izdelani med 14. in 19. stoletjem. Bakrena vrata so delo Emilia Greca (1964-1970).
V notranjosti, ki je prav tako črtasta kot fasada, je v kapeli San Brizio mojstrska freska Fra Angelica in Luca Signorellija, Poslednja sodba (1449-1451). Na levi strani te kapele so grobnica družine Gualterio. Sicer je stolnica triladijska, ladje delijo masivni stebri povezani z loki. Notranjost je sicer mešanica gotskega in renesančnega sloga.
- Notranjost stolnice v Orvietu
- Poslikave ob glavnem oltarju
- Detajl poslikave
- Kip Pieta v stolnici v Orvietu

### Papeška rezidenca
Od 11. stoletja dalje so večja italijanska mesta gostila papeža in njegovo spremstvo in jim nudila domovanje. Zunaj Rima sta imela papeške palače le Orvieto in Viterbo. Papež Hadrijan IV. (1154-1159) je bil prvi papež, ki je v Orvietu preživljal veliko časa. Njegov naslednik, papež Inocenc III. (1198-1216), ki je bil velik nasprotnik herezije, je sprejel ukrepe za izkoreninjenje le-te v mestu. Leta 1227 je papež Gregor IX. ustanovil dominikanski studium generale, šolo teologije, ki je bila ena prvih v Evropi. Papež Urban IV. (1261-1264), Francoz, ki je bil kronan v cerkvi v Viterbu, je večino svojega papeževanja preživel v Orvietu in zapustil tudi pomembno zapuščino v mestu. Leta 1263 je začel graditi papeško palačo, prvič zunaj Rima in posvetil novo cerkev v Orvietu. Papež Nikolaj IV. (1288-1292) se je odločil v Orvietu ustanoviti sedež kurije v etih 1291-1292.
Njegov naslednik papež Bonifacij VIII. (1294-1303) je nadaljeval delo predhodnika. Zgradil je tretjo in zadnjo papeško palačo, Palazzo Soliano. Podaril je tudi kipe samega sebe za glavna mestna vrata in si s tem prislužil nekaj kritik od svojih številnih sovražnikov. Benedikt XI. (1288-1305) je bil zadnji papež, ki je živel v Italiji pred prehodom v Avignon. V letih od Nikolaja IV. do Benedikta XI. je Orvieto gostil papeže pogosteje kot Rim. Tudi Papež Nikolaj V. (1447-1455) je dal podporo mestu. V dopisu z dne 1449, je dal denar za obnovo škofovske palače in dovolil Fra Angelicu da poslika kapelo San Brizio v stolnici.
V času zasedbe Rima leta 1527 s strani svetega rimskega cesarja Karla V., se je papež Klemen VII. zatekel v Orvieto. Zaradi bojazni, da bi se v primeru obleganja Karlovih čet, izkazalo da mesto nima dovolj vode, je bila naročena gradnja spektakularnega vodnjaka imenovanega Pozzo di S. Patrizio. To italijansko ime, ki se zgleduje po srednjeveški legendi, je bilo uporabljeno za označevanje nekaj zelo globokega. Gradnjo je načrtoval arhitekt - inženir Antonio da Sangallo mlajši. Osrednja odprtina je bila obkrožena z rampo v obliki dvojne vijačnice. Ta rampa je služila za enosmeren promet, tako da bi mule obremenjene z vedri lahko neovirano prenašale tovor. Na zidu je napis: QUOD NATURA MUNIMENTO INVIDERAT INDUSTRIA ADIECIT ('Kolikor je bila narava skopa, smo nadoknadili s trudom').

## Podzemni predorski sistem
Mesto Orvieto že dolgo skriva skrivnost svojega labirinta jam in predorov, ki ležijo pod površjem. Vkopani globoko v tuf, vulkansko kamnino, so ti skrivni predori zdaj na voljo za ogled samo z vodičem. Njihova spektakularna narava je prinesla tudi številne zgodovinske in arheološke najdbe. Kolidž Saint Anselm iz Goffstowna, New Hampshire, ZDA, je ustanovila program, v katerem študentje vsako poletje potujejo v Italijo, da bi delali na arheološkem najdišču, ki je tik zunaj mesta.
Podzemno mesto se ponaša z več kot 1200 predori, galerijami, vodnjaki, stopnicami, kamnolomi, kletmi, nepričakovanimi prehodi, cisternami, s številnimi majhnimi kvadratnimi nišami za golobe. Številni domovi plemiških družin so bili opremljeni s skrivnimi predori iz mehke kamnine za pobeg v času obleganja. Predori bi vodili od mestne palače do varnega izstopnega mesta, oddaljenega od mestnega obzidja.

## Druge zanimivosti
Nekatere druge pomembne zgradbe v mestu so še:
- Palazzo del Capitano del Popolo - na območju, ki ga je od leta 1157 zasedla papeška palača, zgrajena pod vladavino papeža Hadrijana IV. je bila najprej v 13. stoletju pritlična loža, ki se je uporabljala kot tržnica ali za sestanke, s katerih je sodnik govoril državljanom; leta 1315 so ji dodali zvonik, v naslednjem letu pa so tam obesili velik zvon. Zgornji del zgradbe je bil pokrit leta 1472, velika dvorana je bila razdeljena na dve sobi, eno veliko, drugo pa majhno. Večja od obeh je zasedla območje, ki približno ustreza prostoru, ki je danes znan kot Sala dei Quattrocento. Kasneje je stavba delovala kot rezidenca Capitano del Popolo, Podestà in Signori Sette. Od leta 1596 je v palači domoval Studium.Študenti prava, teologije in logike so prišli sem, da bi študirali dvakrat na dan, vsakič, ko je zazvonil zvonček Palazzo del Popolo, do leta 1651. Po tem datumu se pojavlja le malo zapisov o tej univerzi.
- Trdnjava Albornoz (Fortezza dell'Albornoz) - Zgrajena je bila po naročilu španskega kardinala Albornoza in papeža Innoceca VI., zasnoval jo je condottiero in vojaški inženir Ugolino di Montemarte. Trdnjava Albornoz stoji na območju, ki ga je nekoč zasedel tempelj, znan po latinskem imenu Augurale. Prvotno znan kot Rocca di San Martino, se je gradnja na tej masivni trdnjavi začela leta 1359 ali 1353 v bližini mestnega pokopališča. Cilj je bil zagotoviti cerkvi varno mesto in omogočiti kardinalu in njegovim stotnikom utrditev nedavnih vojaških zmag. Trdnjavo je v prvotnem kvadratnem tlorisu obdajala majhna zgradba v bližini glavnega vhoda in obdana z jarkom, ki ga je prečkal most. Vendar je bila Rocca leta 1395 skoraj popolnoma podrta. Trdnjava je bila obnovljena sredi 15. stoletja, z originalnimi načrti in dodatno krožno linijo utrdb.
- Cerkev San Giovenale, zgrajena leta 1004, je najstarejša cerkev v Orvietu. Vsebuje številne freske iz 13. stoletja.
- Cerkev San Domenico, ena od prvih dominikanskih cerkva.

V Orvietu so tudi etruščanske ruševine in ostanki obzidja, izpred več kot 2000 let. Ob vznožju hriba, obdana z breskvami in jablanami ter vinogradi, ležijo etruščanska grobišča Crocefisso di Tufo, ki skupaj tvorijo pravokotno ulično mrežo.

## Pobratena mesta
Orvieto je pobraten z naslednjimi mesti:
- Betlehem, Palestina
- Givors, Francija
- Maebaši, Japonska
- Aiken, Južna Karolina ZDA
- Seinäjoki, Finska
- Kercem, Malta
- Avignon, Francija